# نايت فلايت فروم موسكو (فلم)
نايت فلايت فروم موسكو (بالفرنسية:Le Serpent ) (بالإنجليزية:Night Flight from Moscow) هي فيلم فرنسي من نوع إثارة وحرب الجواسيس، أنتج الفيلم سنة 1973 ، وتدور القصة حول قيام لجنة أمن الدولة بالذهاب إلى فرنسا لغرض التجسس لمطاردة فرق الجواسيس الأمريكيين.

## وصلات خارجية
- مقالات تستعمل روابط فنية بلا صلة مع ويكي بيانات
- Trailer